# Arbeitsgerichtsgesetz
Das Arbeitsgerichtsgesetz (ArbGG) bildet die Grundlage für die Arbeitsgerichtsbarkeit in der Bundesrepublik Deutschland.

## Regelungsgehalt
Das Arbeitsgerichtsgesetz definiert vor allem die Zuständigkeiten und die Zusammensetzung der Arbeitsgerichte, der Landesarbeitsgerichte und des Bundesarbeitsgerichts (§§ 1 ff. ArbGG) sowie den Gang des Verfahrens (§ 8 ff. ArbGG) einerseits im Urteilsverfahren (§§ 46 ff. ArbGG) und andererseits im Beschlussverfahren (§§ 80 ff. ArbGG).
Über das Arbeitsgerichtsgesetz hinaus gilt – von wenigen Ausnahmen abgesehen (§ 46 ArbGG) – auch im Arbeitsgerichtsverfahren die Zivilprozessordnung (ZPO).

## Geschichte
Bereits in der Weimarer Republik bestand ein Arbeitsgerichtsgesetz, datiert auf den 23. Dezember 1926 (RGBl. I S. 507). Auf dessen Grundlage wurde ab dem 24. Dezember 1926 eine Arbeitsgerichtsbarkeit für das Deutsche Reich errichtet; mit seinem endgültigen Inkrafttreten am 1. Juli 1927 konnten dann Verfahren vor den Arbeitsgerichten angestrengt werden.
In der Zeit des Nationalsozialismus blieb das Arbeitsgerichtsgesetz zwar weiter gültig, doch wurden Änderungen im Sinne der neuen Machthaber vorgenommen. Das Gesetz zur Wiederherstellung des Berufsbeamtentums vom 7. April 1933 ermöglichte die Entlassung jüdischer und politisch unliebsamer Berufsrichter. Die Zerschlagung der Gewerkschaften, das Verbot von Arbeitskämpfen und die Einführung eines Treuhänder der Arbeit machten kollektivrechtliche Kompetenzen faktisch obsolet. Durch das Gesetz zur Ordnung der nationalen Arbeit vom 20. Januar 1934 wurden Arbeitgeber zu Betriebsführern und aus Arbeitnehmern die Gefolgschaft (Betriebsräte waren schon im April 1933 abgeschafft worden). Die Prozessvertretung wurde durch Änderung des § 11 ArbGG den Rechtsberatungsstellen der nationalsozialistischen Deutschen Arbeitsfront übertragen. Am 10. April 1934 wurde eine entsprechende Neubekanntmachung herausgegeben (RGBl. I S. 319).
Das alliierte Kontrollratsgesetz Nr. 21 (KRG Nr. 21) vom 30. März 1946 regelte die Organisation, Besetzung und Zuständigkeit der Arbeitsgerichte und verwies wegen des Verfahrens auf das ArbGG von 1926 in der ursprünglichen Fassung vor dem Nationalsozialismus. Damit wurde der vom NS-Regime geschaffene Mangel an Rechtsschutz im Arbeitsrecht behoben, wenn auch die Errichtung von neuen Arbeitsgerichten noch einige Zeit auf sich warten ließ. Mit der Aufhebung des KRG Nr. 21 durch das Gesetz Nr. A-35 der Alliierten Hohen Kommission vom 11. August 1953 (ABl. AHK S. 2633) bzw. durch Beschluss des Ministerrats der UdSSR über die Auflösung der Hohen Kommission der Sowjetunion in Deutschland vom 20. September 1955 wurde die Verabschiedung neuer Arbeitsgerichtsgesetze in der Bundesrepublik bzw. der Deutschen Demokratischen Republik möglich.